# Адли, Ясин
Яси́н Адли́ (фр. Yacine Adli; род. 29 июля 2000, Витри-сюр-Сен) — французский футболист, полузащитника клуба «Милан».

## Клубная карьера
Адли — воспитанник клуба «Пари Сен-Жермен». В 2017 году он начал выступать за команду дублёров. В 2018 году Ясин включён в заявку основного состава на сезон. В том же году Адли вошёл в число шестидесяти самых талантливых молодых футболистов по версии газеты The Guardian. 19 мая в матче против «Кана» он дебютировал в Лиге 1, заменив во втором тайме Кристофера Нкунку. В своём дебютном сезоне Адли стал чемпионом Франции. В 2019 году Адли перешёл в «Бордо». Сумма трансфера составила 5 млн евро. 17 февраля в матче против «Тулузы» он дебютировал за новую команду. 25 сентября в поединке против «Амьена» Ясин забил свой первый гол за «Бордо».
Летом 2021 года Адли перешёл в итальянский «Милан», но был оставлен в аренде в «Бордо». По окончании аренды игрок вернулся обратно. 27 августа 2022 года в матче против «Болоньи» он дебютировал в итальянской Серии A. 14 января 2024 года в поединке против «Ромы» Яин забил свой первый гол за «Милан».
28 августа 2024 года Адли присоединился к «Фиорентине» на правах аренды на один сезон с опцией последующего выкупа. 1 сентября в матче против «Монцы» он дебютировал за новую команду.

## Международная карьера
В 2017 году Адли в составе юношеской сборной Франции принял участие в юношеском чемпионате Европы в Хорватии. На турнире он сыграл в матчах против команд Испании, Фарерских островов, Шотландии и дважды Венгрии. В поединке против фарерцев Ясин забил гол.
В том же году Адли принял участие в юношеском чемпионате мира в Индии. На турнире он сыграл в матчах против команд Новой Каледонии, Японии, Гондураса и Испании. В поединке против гондурасцев Ясин забил гол.
В 2018 году в составе юношеской сборной Франции Адли принял участие в юношеском чемпионате Европы в Финляндии. На турнире он сыграл в матчах против команд Италии, Украины и Турции.
В 2019 году Адли в составе молодёжной сборной Франции принял участие в молодёжном чемпионате мира в Польше. На турнире он сыграл в матчах против команд Саудовской Аравии, Мали и США.

## Достижения
«Пари Сен-Жермен»
- Чемпион Франции: 2017/18